# 趙源震
趙源震（1959年1月7日—），是大韓民國的政治人物，韩国国会大邱達西區丙議員，曾參選2017年大韓民國總統選舉。

## 生平
趙源震從韓國外國語大學政治學畢業，後進入大宇集团擔任中國規劃研究主任，2008年以新世界黨籍當選為第18屆韓國議員至今。
2017年4月8日，他在朴槿惠總統反對彈劾示威宣布退黨，加入新成立的新國家黨，並在4月11日參選韓國總統。
赵源震是朴槿惠支持者，一直反对朴槿惠弹劾案。文在寅就任韩国总统后，赵源震组织20多次反文在寅太极旗集会，一度绝食抗议羁押朴槿惠。后成立大韩爱国党（現名我們共和黨），呼吁認定朴槿惠无罪，并要求逮捕文在寅、释放朴槿惠。